# Sergent Steiner - Crucea de Fier, partea a 2a
Sergent Steiner - Crucea de Fier, partea a 2a (în engleză Breakthrough sau Sergeant Steiner, în germană Steiner - Das Eiserne Kreuz, 2) este un film german din 1979 regizat de Andrew V. McLaglen. În rolurile principale au interpretat actorii Richard Burton, Robert Mitchum și Rod Steiger. Este o continuare neoficială a filmului Crucea de Fier din 1977.

## Distribuție
- Richard Burton - Sergeant Rolf Steiner
- Robert Mitchum - Colonel Rogers
- Rod Steiger - General Webster
- Michael Parks - Sergeant Anderson
- Curd Jürgens - General Hoffmann
- Helmut Griem - Major von Stransky
- Klaus Löwitsch - Corporal Krüger
- Christoph Waltz - Paramedic
- Günter Meisner - SS Officer